# Balfour Beatty Rail
La Balfour Beatty Rail GmbH fa parte del gruppo inglese Balfour Beatty.

## Storia
Alla fine del 2000 viene creata la società per far confluire le attività „Fixed Installations“ della Adtranz – DaimlerChrysler Rail Systems da parte della Balfour Beatty, con il gruppo Balfour Beatty Rail. Adtranz venne creata nel 1996 ad opera delle società ABB e Daimler-Benz.
Nel 2002 viene acquisita la italiana ABB SAE Sadelmi. Alla fine del 2004 la divisione „Elektrotechnische Ausrüstung“ della ABB viene integrata dalla Balfour Beatty Rail nella Balfour Beatty Rail GmbH.
Alla fine di agosto 2005 viene acquisita la Staßfurter Signal- und Sicherungstechnikbetriebes Signalbau Bahn GmbH (SBB). Dal 2006 viene cambiata la designazione da SBB a Balfour Beatty Rail Signal GmbH.
Nel 2008 viene integrata la Schreck-Mieves GmbH. La Dortmunder Weichenwerk della Schreck-Mieves viene chiusa nel 2013. Nel 2014 la divisione di Gleisanlagen viene venduta alla Rhomberg-Sersa-Gruppe. Ad ottobre viene fondata la Rail Power Systems GmbH. La Balfour Beatty Rail GmbH continua ad essere sotto il controllo della Balfour Beatty Rail Gruppe di Londra. Rail Power Systems GmbH diventa il 31 agosto 2016 della Tianjin Keyvia Electric Ltd., Tianjin, VR Cina.